# Speichersee Viderjoch
Der Speichersee Viderjoch ist ein Staubecken oberhalb von Samnaun nahe der Landesgrenze zu Österreich mit einem Stauziel von 2664 m ü. M., das der Beschneiung der Pisten in der Silvretta Arena dient. Es ist nach der Auflistung des Schweizerischen Talsperrenkomitees die höchstgelegene Stauanlage der Schweiz und steht unter Aufsicht des Bundesamts für Energie. Das Staubecken wurde 2007 angelegt und 2017 vergrössert. Der Staudamm bildet ein Rückhaltevolumen von 115 000 m³.